# Grand Prix Rakouska
Grand Prix Rakouska (německy Grosser Preis von Österreich, anglicky Austrian Grand Prix) je jedním ze závodů mistrovství světa vozů Formule 1, pořádané Mezinárodní automobilovou federací. Místem konání je trať Red Bull Ring nedaleko města Spielberg v Rakousku, asi 50 km západně od města Štýrský Hradec.

## Vítězové Grand Prix Rakouska
Tučně jsou znázorněni účastníci aktuální sezóny šampionátu Formule 1.
Růžové pozadí znázorňuje závody, které nebyly součástí šampionátů Formule 1.

### Opakovaná vítězství (jezdci)
| Počet vítězství | Jezdec             | Roky                   |
| --------------- | ------------------ | ---------------------- |
| 4               | Max Verstappen     | 2018, 2019, 2021, 2023 |
| 3               | Jo Siffert         | 1968, 1969, 1971       |
| 3               | Alain Prost        | 1983, 1985, 1986       |
| 2               | Ronnie Peterson    | 1973, 1978             |
| 2               | Alan Jones         | 1977, 1979             |
| 2               | Mika Häkkinen      | 1998, 2000             |
| 2               | Michael Schumacher | 2002, 2003             |
| 2               | Nico Rosberg       | 2014, 2015             |
| 2               | Valtteri Bottas    | 2017, 2020             |

### Opakovaná vítězství (týmy)
| Počet vítězství | Konstruktér | Roky                                     |
| --------------- | ----------- | ---------------------------------------- |
| 7               | Ferrari     | 1964, 1965, 1970, 1999, 2002, 2003, 2022 |
| 7               | McLaren     | 1984, 1985, 1986, 1998, 2000, 2001, 2025 |
| 6               | Mercedes    | 2014, 2015, 2016, 2017, 2020, 2024       |
| 4               | Lotus       | 1972, 1973, 1978, 1982                   |
| 4               | Red Bull    | 2018, 2019, 2021, 2023                   |
| 3               | Porsche     | 1966, 1968, 1969                         |
| 3               | Williams    | 1979, 1987, 1997                         |
| 2               | Brabham     | 1963, 1974                               |
| 2               | Renault     | 1980, 1983                               |

### Opakovaná vítězství (dodavatelé motorů)
| Počet vítězství | Dodavatel  | Roky                                                       |
| --------------- | ---------- | ---------------------------------------------------------- |
| 10              | Ford*      | 1967, 1972, 1973, 1974, 1975, 1976, 1977, 1978, 1979, 1982 |
| 10              | Mercedes** | 1998, 2000, 2001, 2014, 2015, 2016, 2017, 2020, 2024, 2025 |
| 7               | Ferrari    | 1964, 1965, 1970, 1999, 2002, 2003, 2022                   |
| 3               | Porsche    | 1966, 1968, 1969                                           |
| 3               | TAG***     | 1984, 1985, 1986                                           |
| 3               | Renault    | 1980, 1983, 1997                                           |
| 3               | Honda      | 1987, 2019, 2021                                           |

* Byl vyráběn Cosworth.

** V letech 1998-2001 působil jako Ilmor.

*** Byl vyráběn Porsche.

### Vítězové v jednotlivých letech
| Rok         | Jezdec                       | Konstruktér         | Trať             | Výsledky  |
| ----------- | ---------------------------- | ------------------- | ---------------- | --------- |
| 2025        | Lando Norris                 | McLaren-Mercedes    | Red Bull Ring    | Výsledky  |
| 2024        | George Russell               | Mercedes            | Red Bull Ring    | Výsledky  |
| 2023        | Max Verstappen               | Red Bull-Honda RBPT | Red Bull Ring    | Výsledky  |
| 2022        | Charles Leclerc              | Ferrari             | Red Bull Ring    | Výsledky  |
| 2021        | Max Verstappen               | Red Bull-Honda      | Red Bull Ring    | Výsledky  |
| 2020        | Valtteri Bottas              | Mercedes            | Red Bull Ring    | Výsledky  |
| 2019        | Max Verstappen               | Red Bull-Honda      | Red Bull Ring    | Výsledky  |
| 2018        | Max Verstappen               | Red Bull-TAG Heuer  | Red Bull Ring    | Výsledky  |
| 2017        | Valtteri Bottas              | Mercedes            | Red Bull Ring    | Výsledky  |
| 2016        | Lewis Hamilton               | Mercedes            | Red Bull Ring    | Výsledky  |
| 2015        | Nico Rosberg                 | Mercedes            | Red Bull Ring    | Výsledky  |
| 2014        | Nico Rosberg                 | Mercedes            | Red Bull Ring    | Výsledky  |
| 2013 – 2004 | Nejelo se                    | Nejelo se           | Nejelo se        | Nejelo se |
| 2003        | Michael Schumacher           | Ferrari             | A1-Ring          | Výsledky  |
| 2002        | Michael Schumacher           | Ferrari             | A1-Ring          | Výsledky  |
| 2001        | David Coulthard              | McLaren-Mercedes    | A1-Ring          | Výsledky  |
| 2000        | Mika Häkkinen                | McLaren-Mercedes    | A1-Ring          | Výsledky  |
| 1999        | Eddie Irvine                 | Ferrari             | A1-Ring          | Výsledky  |
| 1998        | Mika Häkkinen                | McLaren-Mercedes    | A1-Ring          | Výsledky  |
| 1997        | Jacques Villeneuve           | Williams-Renault    | A1-Ring          | Výsledky  |
| 1996 – 1988 | Nejelo se                    | Nejelo se           | Nejelo se        | Nejelo se |
| 1987        | Nigel Mansell                | Williams-Honda      | Österreichring   | Výsledky  |
| 1986        | Alain Prost                  | McLaren-TAG         | Österreichring   | Výsledky  |
| 1985        | Alain Prost                  | McLaren-TAG         | Österreichring   | Výsledky  |
| 1984        | Niki Lauda                   | McLaren-TAG         | Österreichring   | Výsledky  |
| 1983        | Alain Prost                  | Renault             | Österreichring   | Výsledky  |
| 1982        | Elio de Angelis              | Lotus-Ford          | Österreichring   | Výsledky  |
| 1981        | Jacques Laffite              | Ligier-Matra        | Österreichring   | Výsledky  |
| 1980        | Jean-Pierre Jabouille        | Renault             | Österreichring   | Výsledky  |
| 1979        | Alan Jones                   | Williams-Ford       | Österreichring   | Výsledky  |
| 1978        | Ronnie Peterson              | Lotus-Ford          | Österreichring   | Výsledky  |
| 1977        | Alan Jones                   | Shadow-Ford         | Österreichring   | Výsledky  |
| 1976        | John Watson                  | Penske-Ford         | Österreichring   | Výsledky  |
| 1975        | Vittorio Brambilla           | March-Ford          | Österreichring   | Výsledky  |
| 1974        | Carlos Reutemann             | Brabham-Ford        | Österreichring   | Výsledky  |
| 1973        | Ronnie Peterson              | Lotus-Ford          | Österreichring   | Výsledky  |
| 1972        | Emerson Fittipaldi           | Lotus-Ford          | Österreichring   | Výsledky  |
| 1971        | Jo Siffert                   | BRM                 | Österreichring   | Výsledky  |
| 1970        | Jacky Ickx                   | Ferrari             | Österreichring   | Výsledky  |
| 1969        | Jo Siffert Kurt Ahrens, Jr.  | Porsche             | Österreichring   | Výsledky  |
| 1968        | Jo Siffert                   | Porsche             | Zeltweg Airfield | Výsledky  |
| 1967        | Paul Hawkins                 | Ford                | Zeltweg Airfield | Výsledky  |
| 1966        | Gerhard Mitter Hans Herrmann | Porsche             | Zeltweg Airfield | Výsledky  |
| 1965        | Jochen Rindt                 | Ferrari             | Zeltweg Airfield | Výsledky  |
| 1964        | Lorenzo Bandini              | Ferrari             | Zeltweg Airfield | Výsledky  |
| 1963        | Jack Brabham                 | Brabham-Climax      | Zeltweg Airfield | Výsledky  |